# Karin Hannappel
Karin Hannappel (* 30. Oktober 1955 in Gelsenkirchen) ist eine deutsche Juristin und ehemalige Richterin am Bundessozialgericht.

## Werdegang
Hannappel beendete ihr rechtswissenschaftliches Studium 1979 erfolgreich mit dem Ersten Staatsexamen. 1982 bestand sie die zweite juristische Staatsprüfung. Ihre erste Richterstelle trat sie in der ordentlichen Gerichtsbarkeit am Amts- und Landgericht Wuppertal im Folgejahr an. Schwerpunktmäßig war sie im Zivilrecht tätig. 1992 wechselte in die Verwaltungsgerichtsbarkeit. Einer von November 1994 bis Juli 1997 währenden Abordnung als wissenschaftliche Mitarbeiterin an das Bundesverfassungsgericht folgte die Wiederaufnahme ihrer Tätigkeit am Verwaltungsgericht Wiesbaden, die seit 2000 überwiegend sozialrechtlicher Natur war. In dieser Phase ihres Berufslebens hatte sie von 1999 bis 2006 auch die Funktion einer nichtständigen Beisitzerin für die Verwaltungsgerichtsbarkeit beim Hessischen Dienstgerichtshof für Richter am OLG Frankfurt inne. Im Jahr 2002 wurde sie zur Richterin am Hessischen Verwaltungsgerichtshof ernannt. Begleitend war sie dort Frauenbeauftragte. Seit 2006 ging sie ihrer richterlichen Berufsausübung am Hessischen Landessozialgericht nach. Es folgte am 29. Juni 2010 die Übergabe der Ernennungsurkunde durch BSG-Präsident Peter Masuch zur Richterin am Bundessozialgericht. Dieser Aufgabe ging Hannappel seit dem 1. Juli 2010 im 14. Senat nach, wo sie mit der Grundsicherung für Arbeitssuchende befasst war. Ab 2018 gehörte sie zusätzlich noch dem 4. Senat als Mitglied an. Zum 1. August 2019 trat Hannappel in den Ruhestand ein.

## Quelle
- Neue Richterin am BSG Hannappel, juris vom 1. Juli 2010

| Personendaten    | Personendaten     |
| ---------------- | ----------------- |
| NAME             | Hannappel, Karin  |
| KURZBESCHREIBUNG | deutsche Juristin |
| GEBURTSDATUM     | 30. Oktober 1955  |
| GEBURTSORT       | Gelsenkirchen     |